# Palazzo Uguccioni

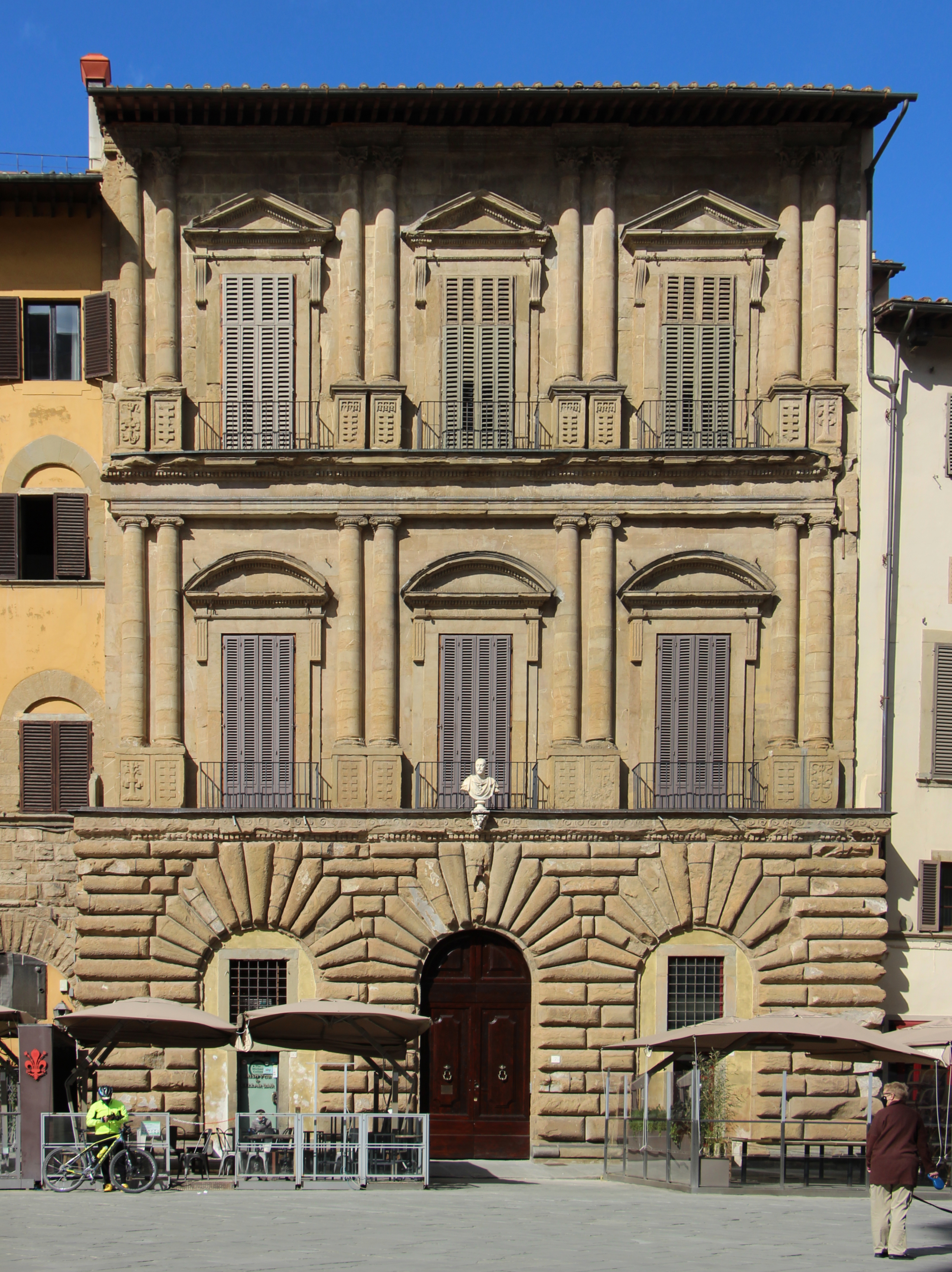
Fachada do Palazzo Uguccioni.

O Palazzo Uguccioni é um palácio de Florença situado na Piazza della Signoria. Depois do Palazzo Vecchio, é o mais belo palácio voltado para célebre praça.

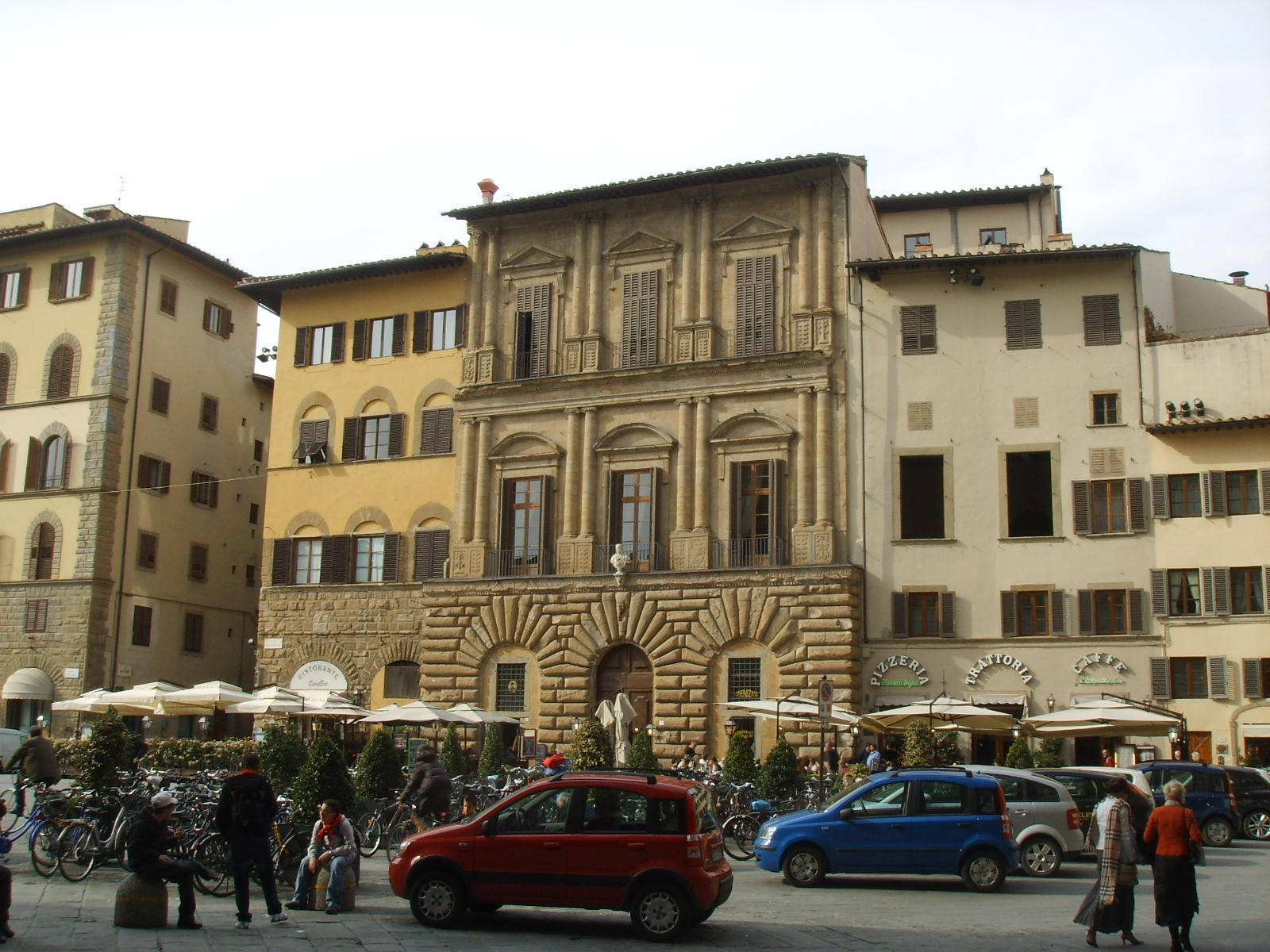
A Piazza della Signoria com o Palazzo Uguccioni em destaque.

O palácio foi construído para Giovanni Uguccioni, a partir de 1550, por Mariotto di Zanobi Folfi. A original arquitectura de formas classicistas apresenta afinidades com o estilo tardo-renascentista romano, fazendo pensar num desenho de Raffaello ou de Michelangelo. No entanto, o efeito decorativo da fachada do palácio está relacionado com a restruturação da Piazza della Signoria desejada por Cosme I. Por intermédio do grão-duque, os Uguccioni obtiveram, de facto, o permissão de construir o seu palácio numa posição mais saliente em relação aos adjacentes.
O piso térreo, colmeado, é encimado por duas ordens sobrepostas de colunas dóricas geminadas. Os altos pedestais das colunas foram finamente esculpidos com as insígnias e os brasões da família: a âncora e o scalandrone, uma espécie de duplo ansinho que, segundo a tradição, representará a escada usada por um Uguccioni, e por isso chamada de scalandroni, para assaltar os muros do inimigo.
Sobre o portão de entrada campeia o busto de Francisco I de Médici, mandado instalar por Benedetto Uguccioni em sinal de respeito pelo grão-duque.